# Stay Hungry (film)
Pour les articles homonymes, voir Stay Hungry.
Pour plus de détails, voir Fiche technique et Distribution.
Stay Hungry est un film américain de Bob Rafelson sorti en 1976 aux États-Unis.

## Synopsis
Joe Santo doit concilier son entraînement pour le titre de Mister Univers avec sa vie en société. Parallèlement, Craig Blake, agent immobilier, s'intéresse au rachat de son club d'entraînement et tombe amoureux de l'ancienne amante de Joe.

## Fiche technique
- Réalisation : Bob Rafelson
- Scénario : Bob Rafelson, d'après le roman de Charles Gaines
- Musique : Byron Berline et Bruce Langhorne
- Directeur de la photographie : Victor J. Kemper (crédité Victor Kemper)
- Assistant réalisateurs : Michael Haley, Alan Hopkins (second assistant), Louis Race (trainee assistant director)
- Montage : John F. Link (crédité John F. Link II)
- Distribution des rôles : Dianne Crittenden
- Producteurs : Bob Rafelson et Harold Schneider
- Genre : Comédie dramatique
- Année : 1976
- Pays de production :  États-Unis
- Budget : 5 millions $[1]
- Dates de sortie : 
  - États-Unis : 23 avril 1976
  - France : 5 avril 1978
- Classification : 
  -  MPAA : R (Restricted)
  -  Mention CNC : interdit aux moins de 12 ans avec avertissement (visa d'exploitation no 49078 délivré le 3 mai 1978)[2]

## Distribution
- Jeff Bridges : Craig Blake
- Sally Field : Mary Tate Farnsworth
- Arnold Schwarzenegger : Joe Santo
- R. G. Armstrong : Thor Erickson
- Robert Englund : Franklin
- Helena Kallianotes : Anita
- Roger E. Mosley : Newton
- Woodrow Parfrey : Uncle Albert
- Scatman Crothers : William
- Kathleen Miller (en) : Dorothy Stephens
- Fannie Flagg : Amy
- Joanna Cassidy : Zoe
- Richard Gilliland : Hal
- Mayf Nutter : Packman
- Dennis Burkley : Heat #2
- Ed Begley Jr. : Lester
- Franco Columbu : Franco Orsini (non crédité)

## Autour du film
Le film fut tourné à Birmingham (Alabama) et au Country Club of Birmingham - 1 New Country Club Road de Birmingham
Arnold Schwarzenegger gagna le Golden Globe de la révélation masculine de l'année pour son interprétation de Joe Santo. Techniquement, ce n'est pas son premier rôle, car il a déjà joué dans Hercule à New York en 1969 et Le Privé (The Long Goodbye), un film de Robert Altman sorti en 1973. C'est néanmoins la première fois qu'on entend sa voix dans un film, car il est doublé dans Hercule et il joue un personnage sourd et muet dans Le Privé.

## Récompenses
- 1977 : Golden Globe Award du meilleur débutant pour Arnold Schwarzenegger